# Манастир Есфигмен
Манастир Есфигмен (грч. Μονή Εσφιγμένου) је манастир на Светој гори, који је у хијерархији светогорских манастира на 18-том месту. Смештен је у источном делу Атонског полуострва. Основан је у X — XI веку. Саборни храм (почетак XIX века) посвећен је Вазнесењу Господњем. Антоније Печерски се замонашио овде.
Од 1821. до 1832. није постојао као манастир, јер су османске власти запоселе манастирске зграде и користиле их за своје потребе током Грчког устанка за независност.
1974. године братство манастира одбија да помиње име Цариградског патријарха, оптужујући га за екуменизам, пре свега због састајања са римским папом.
2005. успостављена је канонски призната заједница манастира, који има право на посед манастира.
Библиотека манастира садржи 372 оригиналних рукописа (75 у пергаменту) и 8000 штампаних књига.
Манастир се од 1988. године, заједно са осталих деветнаест светогорских манастира, налази на УНЕСКО-вој листи светске баштине у склопу споменика средњег века обједињених под заштићеном целином Планина Атос.